# A Cleveland Brown Christmas
A Cleveland Brown Christmas («Рождество Кливленда Брауна») — девятая серия первого сезона американского мультсериала «Шоу Кливленда». Премьерный показ состоялся 13 декабря 2009 года на канале FOX.

## Сюжет
Выпив лишнего на рождественском корпоративе, Кливленд раскрывает Ралло правду о его отце (которого малыш считает мужественным агентом ФБР, находящимся на длительном спец-задании). Малыш шокирован и обижен, и Кливленд пытается восстановить его хорошее настроение: ведь близится Рождество. Для этого он отправляется на поиски отца мальчика, и находит того в стриптиз-клубе. Кливленд просит Роберта навестить Ралло хотя бы на Рождество, но тот отказывается. На Рождество и Кливленд, и Роберт одеваются Сантами, но Роберт Таббс так и не признаётся Ралло, кто он на самом деле.
Тем временем, Роберта становится защитницей прав животных и пытается вызволить северного оленя, которого мистер Уотерман, начальник Кливленда, использует каждое Рождество. Однако, освободив животное вместе с Кливлендом-младшим, девушка жалеет об этом: олень оказывается злобным, он нападает на людей, подглядывает за супружескими утехами Тима и Арианны, пытается прорваться в стриптиз-клуб и насилует настоящего Санта-Клауса.

## Создание[1]
Авторы сценария: Джонатан Грин и Гейб Миллер
Режиссёр: Оресте Канестрелли
Композитор:
Приглашённые знаменитости: Стокард Чэннинг

## Интересные факты